# Mediterranean Shipping Company
MSC Mediterranean Shipping Company S.A., також відома як MSC  — швейцарська приватна судноплавна компанія зі штаб-квартирою в Женеві, що надає послуги з перевезення вантажів морським флотом. Станом на кінець 2023 є найбільшою у світі за об'ємом контейнерних перевезень, випередивши за останні два роки у цьому показнику «A.P. Moller-Maersk Group» .
До холдингу «MSC» входять дочірні компанії «MSC Cruises» та «Terminal Investment Limited», які займаються перевезенням пасажирів (круїзи) та портово-логістичними операціями відповідно.
У грудні 2021 року MSC пропонує щонайменше 5,7 мільярда євро для Bolloré Africa Logistics, дочірньої компанії групи Bolloré.

## Історія

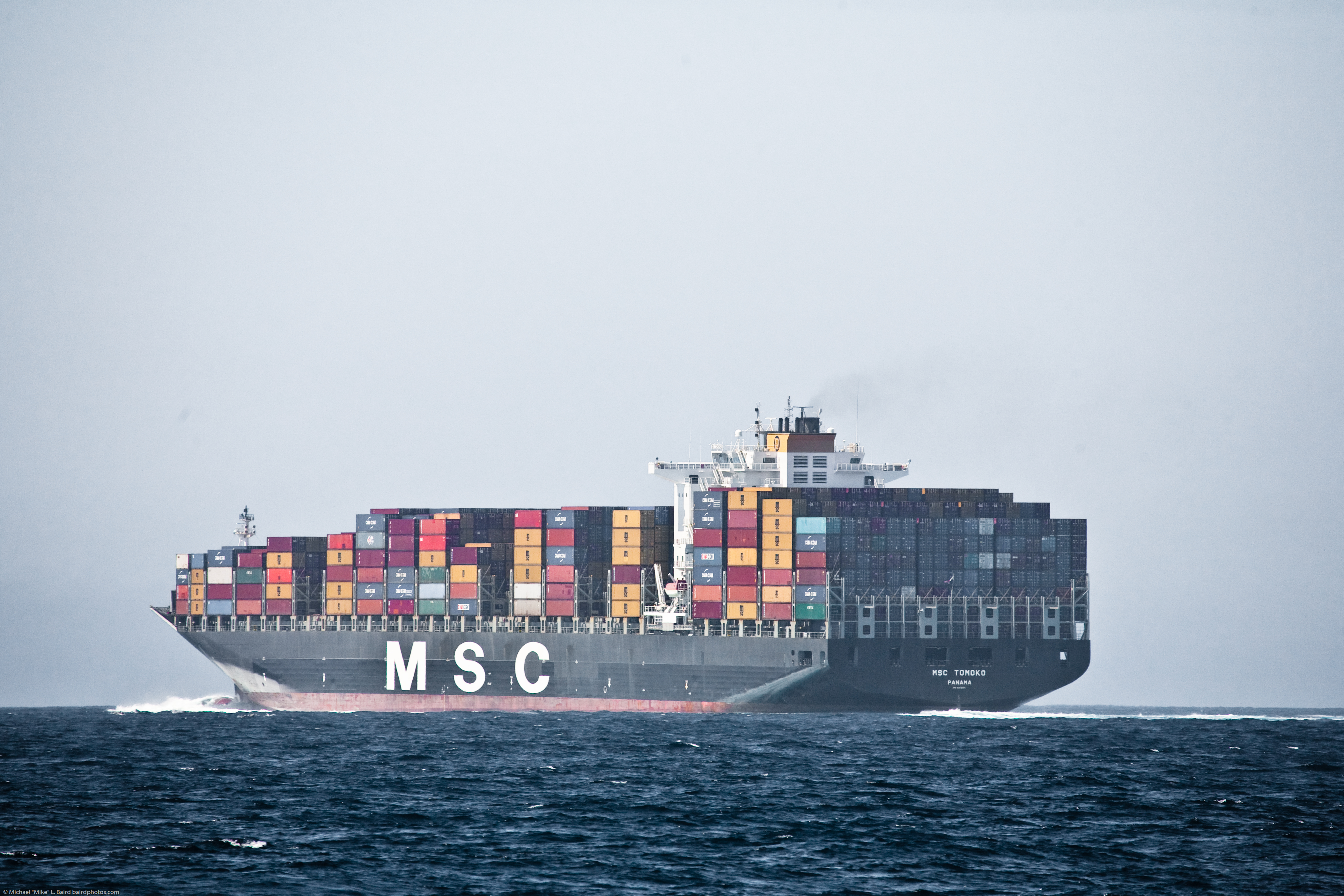
MSC Tomoko в Каналі Санта-Барбара, 2009

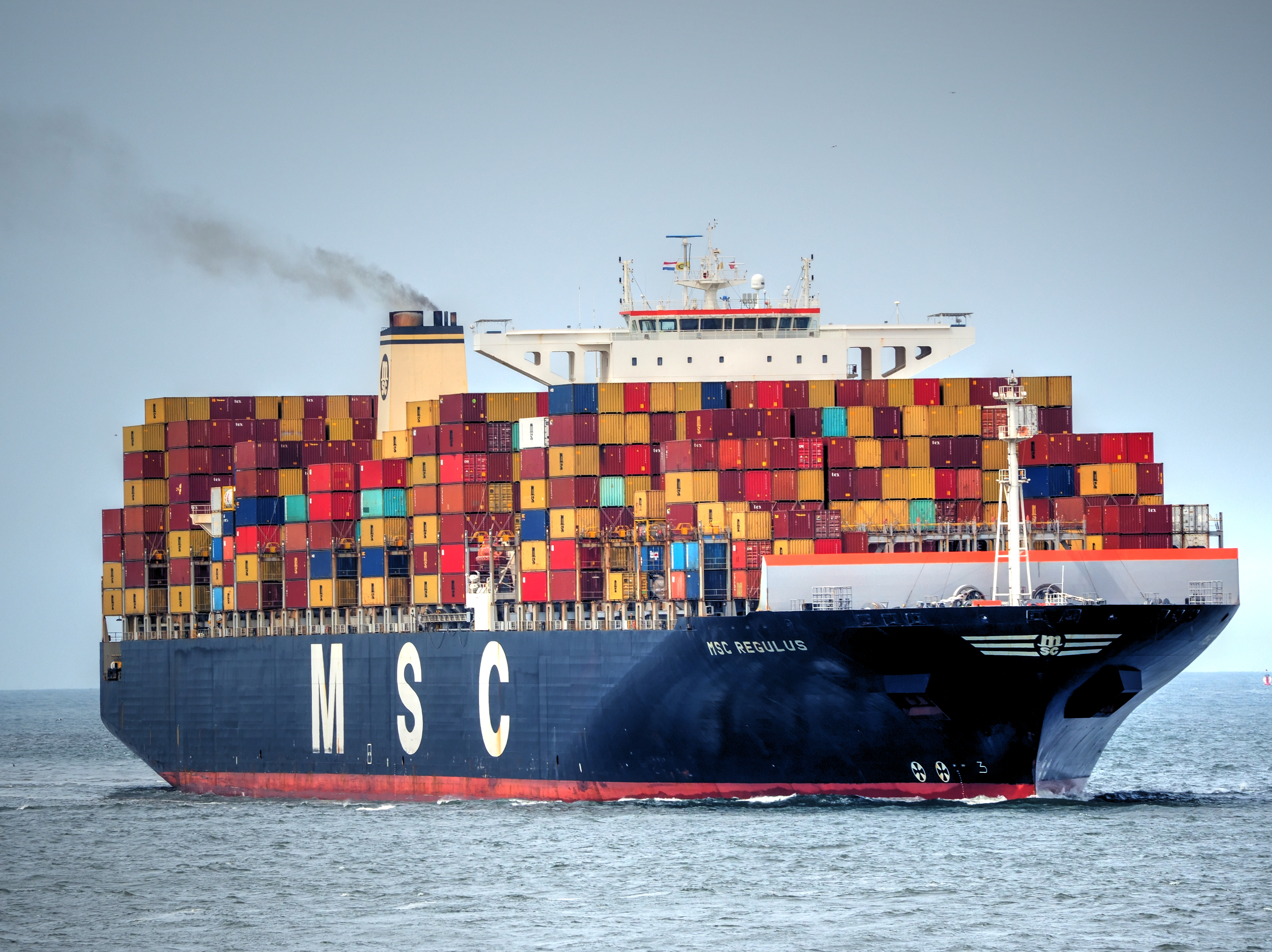
MSC Regulus

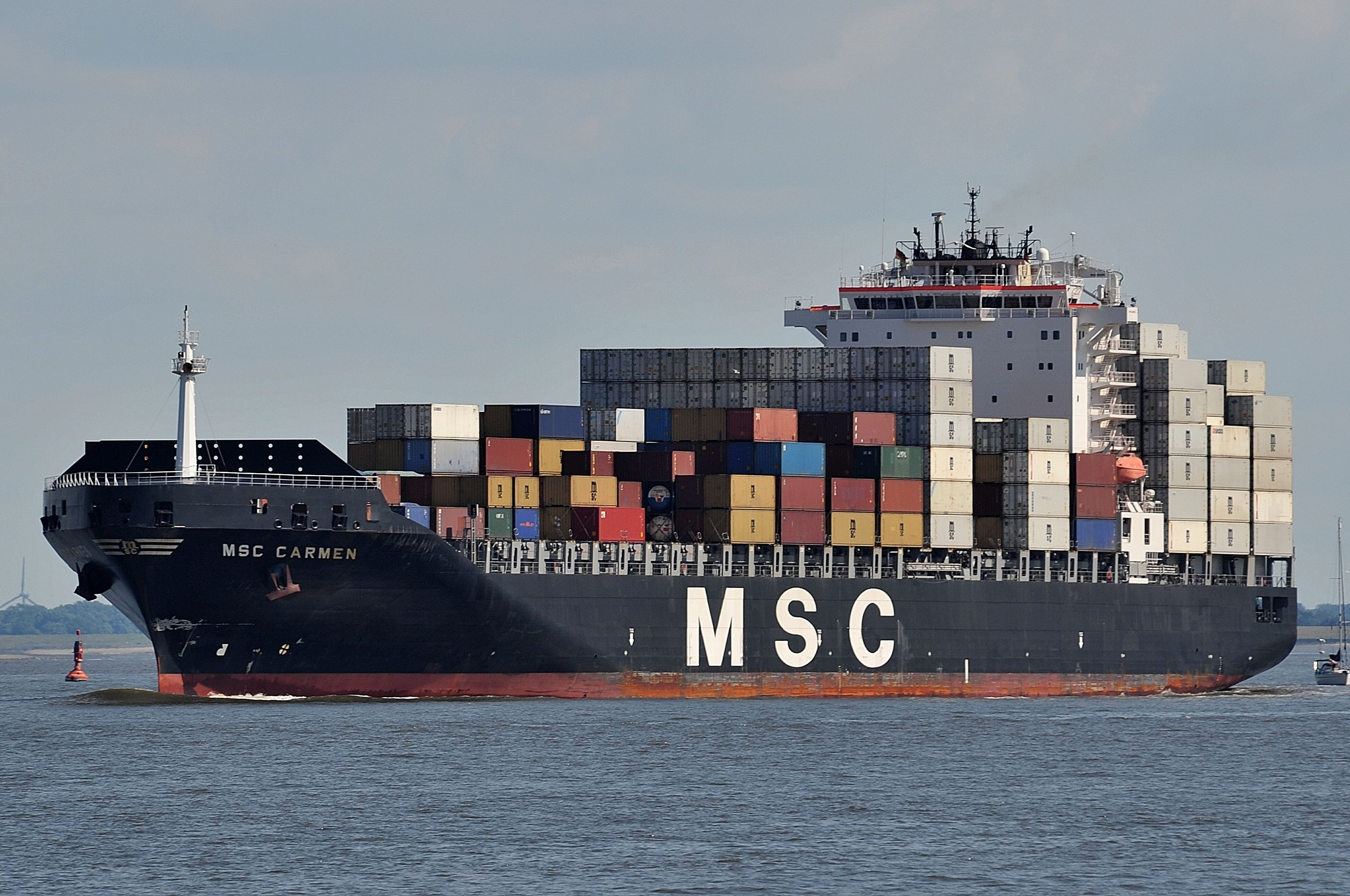
MSC Carmen

Компанія заснована 1970 року в Неаполі, Італія, як сімейна компанія «Aponte Shipping Company». Згодом була перереєстрована у швейцарській Женеві. 
У 1989 році «MSC» придбала оператора круїзних перевезень «Lauro Lines», що в 1995 році був перейменований на «MSC Cruises».
Станом на 2017 рік флот компанії нараховував 506 суден, із них 190 — перебувають у її власності.
Як один з провідних світових операторів контейнерних перевезень зі штаб-квартирою в Женеві, «MSC» керує 480 офісами в 155 країнах світу з понад 28 000 співробітників. Судна компанії ходять понад 200 торговими шляхами, заходячи в понад 315 портів.
MSC експлуатує судна місткістю до 23 756 TEU, включаючи (станом на 2019 рік) два найбільших у світі контейнерні судна «MSC Gülsün» та «MSC Samar». Компанія залишається незалежною і повністю належить родині Апонте.

## Флот
| Клас          | Роки будівництва | Місткість (TEU) | Кількість суден у флоті |
| ------------- | ---------------- | --------------- | ----------------------- |
| MSC Gülsün    | 2019 – понині    | 23,656–23,756   | 16                      |
| Pegasus       | 2016–2017        | 19,224–19,462   | 14                      |
| Olympic       | 2014–2015        | 19,224          | 6                       |
| MSC London    | 2014–2016        | 16,652          | 6                       |
| MSC Orion     | 2020             | 14,952          | 4                       |
| MSC Josseline | 2019             | 14,336          | 5                       |
| MSC Danit     | 2009–2012        | 13,050–14,028   | 23                      |
| MSC Daniela   | 2008–2010        | 13,798          | 8                       |
| MSC Benedetta | 2011–2012        | 13,100          | 8                       |
| MSC Beryl     | 2010–2012        | 12,991          | 7                       |

## Див.також
- Інтермодальні перевезення
- Контейнерні перевезення
- Список найбільших контейнеровозів